# Hrabstwo Northumberland (Nowy Brunszwik)
Hrabstwo Northumberland (ang. Northumberland County, fr. Comté de Northumberland)  – jednostka administracyjna kanadyjskiej prowincji Nowy Brunszwik leżąca na wschodzie prowincji.
Hrabstwo ma 48 355 mieszkańców. Język angielski jest językiem ojczystym dla 71,8%, francuski dla 25,8%, mi'kmaq dla 1,6% mieszkańców (2011).